# Thievery Corporation
Tiveri korporejšon (engl. Thievery Corporation) je vašingtonski di-džej duo koji čine Rob Garza i Erik Hilton, uz podršku gostujućih umetnika. Njihov muzički stil sadrži elemente daba, esid džeza, regea, indijske muzike, muzike sa Bliskog istoka i bosa nove prikladno upakovane u laundž estetiku.

## Istorijat
Tiveri korporejšon je oformljen leta 1995. godine u klubu Eighteen Street Lounge u Vašingtonu. Rob Garza i Erik Hilton, suvlasnik kluba, su započeli saradnju zbog zajedničke ljubavi prema noćnom životu i pločama daba, džeza i bosa nove. Odlučili su da probaju šta će doneti mešavina tih elemenata u muzičkom studiju pa osnivaju izdavačku kuću Eighteen Street Lounge Music Records.
Duo je prvi put privukao pažnju sa ponudama za dvanaestoinčne ploče Shaolin State i 2001: a Spliff Odyssey, kao i sa svojim prvim LP-jem, Sounds from the Thievery Hi-Fi, iz 1997. U 2002. izdali su album The Richest Man in Babylon. Taj album, sa petnaest pesama, liči na njihov prethodni, iz 2000, The Mirror Conspiracy, ali donosi osveženje zbog učešća pevača kao što su Emilijana Torini, Pam Briker i Luoluo.
U 2005. izdali su album The Cosmic Game koji zvuči mračnije i psihodeličnije u odnosu na The Richest Man In Babylon. Ovaj album za goste ima takođe veoma kvalitetne pevače kao što su Peri Farel, Dejvid Birn i Vejn Kojn. U 2006. grupa je izdala album Versions — odabir remiksa koje je Tiveri korporejšon radio za druge muzičare. Te godine su održali turneju po SAD-u i svirali na festivalu Lolapaluza.
Grupa je 23. septembra 2008. objavila i svoj peti studijski album Radio Retaliation.
Album je bio nominovan za nagradu Gremi u kategoriji najboljeg omota.
Tekstovi pesama ovog sastava kroz njihovu karijeru pisani su na raznim jezicima kao što su engleski, španski, francuski, persijski, hindi i rumunski što svedoči o njihovom uticaju na world music žanr.

## Politička angažovanost
Tiveri korporejšon zauzima stavove socijalnog liberalizma protiveći se ratu i nejednakim trgovinskim sporazumima, podržavajući ljudska prava i prehrambene programe. Pesme kao što su Amerimacka i Revolution Solution sa albuma The Cosmic Game i The Richest Man in Babylon sa istoimenog albuma pokazuju protivljenje prema inicijativama i akcijama predsednika Džordža Buša.
U septembru 2005. grupa je učestvovala na koncertu Operation Ceasefire koji je bio organizovan u znak protesta protiv rata u Iraku.
Kada je izdat album Radio Retaliation, Garza je za medije izjavio: „Radio Retaliation je definitivno otvoreniji skup političkih stavova (...) Nema izgovora za ćutanje u ovakvom trenutku kada prećutkivanje bitnih stvari, spoljna mučenja, nelegalne agresije i ratovi, nafta, hrana, ekonomska kriza vladaju svetom. Teško je zatvoriti oči i zaspati kada svet oko vas gori. Ako ste umetnik sada je pravo vreme da progovorite.“
Tiveri korporejšon su jedni od predstavnika Svetskog programa za hranu koji na glad gledaju kao na nešto „bazično, elementarno, što briše granice širom sveta“.
Grupa je na Lolapaluzi 2009, sa nekim od najviših oblakodera banaka u pozadini scene, održala govor kritikujući MMF nakon što su odsvirali politički angažovanu pesmu Vampires, što je naišlo na odoboravanje publike.

## Upotreba u medijima
- sa  je korišćena 2000. godine u filmu Memento.
- , treća numera sa albuma The Mirror Conspiracy, je korišćena u početnim kadrovima epizode Gaza, pete sezone serije Zapadno krilo; u promotivnom programu Non Stop Hits, televizije ; i u muzici za film Nebo boje vanile.
- Pesma  je korišćena u dokumentarcu o brdskom biciklizmu Roam.
- Pesma  je korišćena u muzici za film Garden State iz 2004. i u epizodi Mirage serije Alias.
- je korišćena u drugoj sezoni Porodice Soprano, u epizodi .
- Njihova saradnja sa Emilijanom Torini, pesma Until The Morning korišćena je 2003. u TV reklami za automobil Leksus RX u Britaniji.
- je korišćena 2002. za Hondinu televizijsku kampanju What If? u Ujedinjenom Kraljevstvu.
- Nekoliko pesama sa kompilacije iz 1999, DJ-Kicks: Thievery Corporation, su korišćene za kompaniju Dockers kao deo TV kampanje Nice Pants.
- Pesma  (1999) se pojavila na kompilaciji The Wired CD: Rip. Sample. Mash. Share. (2004).
- Njihova pesma Coming from the Top sa albuma  korišćena je u BBC-ovoj emisiji Football Focus u sezoni 2005/06.
- Nekoliko pesama Tiveri korporejšona sa The Richest Man in Babylon i The Cosmic Game mogu se čuti u igrici Tiger Woods PGA Tour 06 u izdanju kompanije EA Sports.
- Pesme  i From Creation sa albuma The Richest Man in Babylon su takođe na EA Sports-ovom izdanju Cricket 2005.
- Pesma  je korišćena u prvoj sezoni serije Veronika Mars u epizodi .
- Solanž Nouls je semplovala njihovu pesmu A Gentle Dissolve za njen album Sol-Angel and the Hadley St. Dreams.
- Pesma  sa albuma  korišćena je za prezentaciju telefona .
- Pesma  sa The Cosmic Game je fabrički ugrađena u model telefona .
- Televizija The Weather Channel je koristila pesmu Liberation Front.
- Pesma  sa albuma  je korišćena u 4. epizodi 2. sezone serije Prava krv na televiziji HBO.
- Pesma  sa albuma  je korišćena u seriji Vampirski dnevnici, u 4. epizodi prve sezone.

## Diskografija

### Studijski albumi
- (1996)
- (2000)
- (2002)
- (2005)
- (2006)
- (2008)
- (2011)
- (2014)
- (2017)
- (2018)
- Symphonik (2020)

## Spoljašnje veze
- Zvanična prezentacija
- Diskogs stranica
- Zvaničan Jutjub kanal
- Zvaničan Jutjub kanal
- Zvanična Fejsbuk stranica